# Joan Feynman

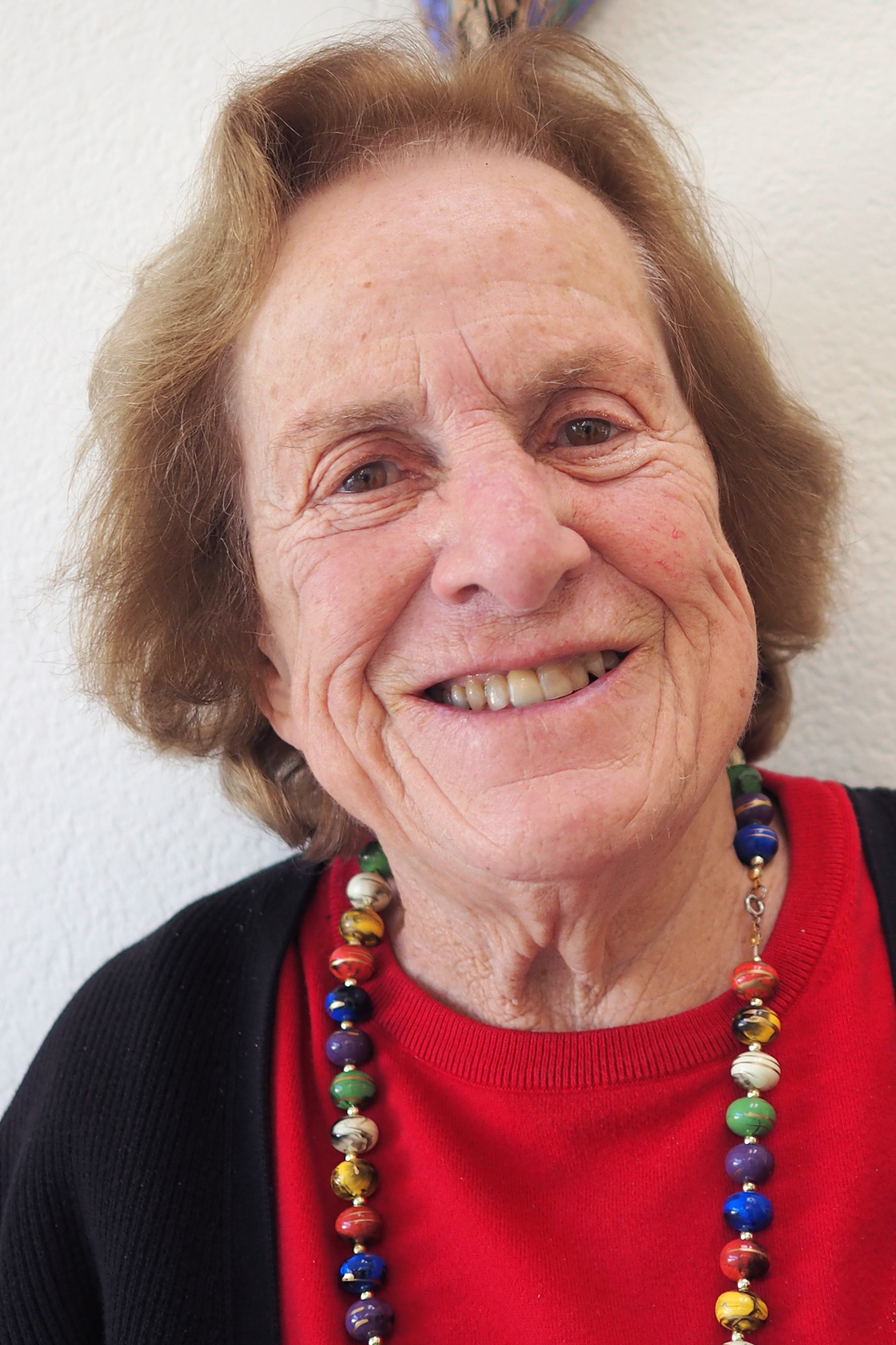
Joan Feynman

Joan Feynman (* 31. März 1927 in Queens, New York; † 22. Juli 2020 in Oxnard, Ventura County, Kalifornien) war eine US-amerikanische Astrophysikerin. Sie leistete wichtige Beiträge zur Untersuchung von Sonnenwindpartikeln und -feldern, Sonne-Erde-Beziehungen und magnetosphärische Physik. Insbesondere war Feynman bekannt für die Entwicklung eines Verständnisses für den Ursprung von Polarlichtern. Sie war auch bekannt für ihr Modell, das die Anzahl der energiereichen Partikel vorhersagt, die ein Raumschiff während seiner Lebensdauer treffen könnten, sowie für das Entwickeln einer Methode zur Vorhersage von Sonnenfleckenzyklen.

## Frühe Jahre
Feynman wuchs zusammen mit ihrem älteren Bruder Richard Feynman in Far Rockaway in Queens, New York City, auf. Ihre Eltern waren Lucille Feynman (geb. Phillips), eine Hausfrau, und Melville Arthur Feynman, ein Geschäftsmann. Ihre Familie stammte aus Russland und Polen; ihre beiden Eltern waren aschkenasische Juden. Joan war wie ihr Bruder ein neugieriges Kind, und sie zeigte schon früh ein Interesse daran, die Welt zu verstehen. Ihre Mutter und ihre Großmutter rieten ihr jedoch beide von der Wissenschaft ab, da sie der Ansicht waren, dass das Gehirn von Frauen physisch nicht in der Lage sei, komplexe wissenschaftliche Konzepte so zu verstehen, wie es das Gehirn von Männern könnte. Trotzdem ermutigte ihr Bruder Richard sie immer, neugierig auf das Universum zu sein. Er war es, der die junge Joan anfänglich mit Polarlichtern bekannt machte. Eines Nachts lockte er sie aus dem Bett, um mitzuerleben, wie das Nordlicht über einem leeren Golfplatz in der Nähe ihres Hauses flackerte. Später fand Feynman Trost in einem Astronomiebuch, das ihr Bruder ihr gab. Sie war überzeugt, dass sie tatsächlich Naturwissenschaften studieren konnte, als sie auf Forschungen der bekannten Astronomin Cecilia Payne-Gaposchkin stieß.

## Ausbildung
Feynman erwarb einen Bachelor-Abschluss am Oberlin College. Später besuchte sie die Syracuse University, wo sie Festkörpertheorie in der Physikabteilung bei Melvin Lax studierte. Während ihrer Studienzeit nahm sich Feynman ein Jahr frei, um in Guatemala zu leben, wo sie die Anthropologie der dort lebenden Maya-Völker studierte. Feynman promovierte schließlich 1958 in Physik. Ihre Dissertation befasste sich mit der „Absorption von Infrarotstrahlung in Kristallen mit diamantartiger Gitterstruktur“. Sie absolvierte auch eine Postdoktorarbeit an der Columbia University.

## Karriere

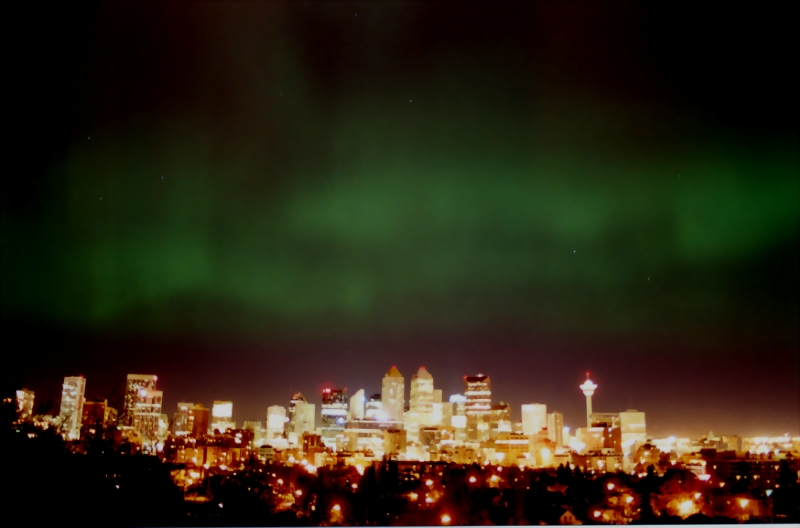
Polarlichter über Calgary

Joan Feynman verbrachte den größten Teil ihrer Karriere damit, die Wechselwirkungen zwischen dem Sonnenwind und der Erdmagnetosphäre zu untersuchen. Während ihrer Arbeit am NASA Ames Research Center im Jahr 1971 entdeckte Feynman, dass das periodische Ausstoßen von Sonnenmaterial, das als solarer koronaler Massenauswurf bekannt ist, durch das Vorhandensein von Helium im Sonnenwind identifiziert werden kann. Dies war ein wichtiger Fund, denn obwohl koronale Massenauswürfe zu dieser Zeit bekannt waren, waren sie bis dahin schwer zu erkennen.
Nach ihrer Zeit bei der NASA Ames wechselte Feynman zu verschiedenen Forschungsstellen. Dazu gehörten Positionen beim High Altitude Observatory; das National Center for Atmospheric Research in Boulder, Colorado; die National Science Foundation in Washington, DC; und Boston College in Massachusetts. Schließlich nahm Feynman 1985 eine Stelle am Jet Propulsion Laboratory in Pasadena, Kalifornien, an, wo sie bis zu ihrer Pensionierung blieb.
Im Rahmen ihrer Forschung machte Feynman eine entscheidende Entdeckung über die Natur und Ursache von Polarlichtern. Anhand von Daten, die von einem NASA-Raumfahrzeug namens Explorer 33 gesammelt wurden, zeigte sie, dass das Auftreten von Polarlichtern ein Produkt der Wechselwirkung zwischen der Erdmagnetosphäre und dem Magnetfeld des Sonnenwinds ist.
Feynman hat auch dazu beitragen, ein neues Modell zur Abschätzung der Umweltgefahren der lokalen Weltraumumgebung zu entwickeln. Diese Arbeit wurde aufgrund der Tatsache übernommen, dass koronale Massenauswürfe mit hoher Geschwindigkeit bekanntermaßen geomagnetische Stürme verursachen. Diese können gefährliche Auswirkungen sowohl auf funktionierende Raumfahrzeuge als auch auf Menschen haben, die sich zu diesem Zeitpunkt im Weltraum befinden. Solche sich schnell bewegenden koronalen Massenauswürfe verursachen Stoßwellen im Sonnenwind, beschleunigen Sonnenpartikel und lösen geomagnetische Stürme aus, wenn die Partikel am äußeren Rand der Erdmagnetosphäre ankommen. Oft ist der Beginn solcher Stürme mit einem hohen Zustrom von Protonen verbunden, die Kommunikationssysteme und Raumfahrtaktivitäten zerstören können. Das Modell von Feynman half den Ingenieuren dabei, den Fluss energiereicher Partikel zu bestimmen, die ein Raumfahrzeug während seiner Funktionslebensdauer beeinflussen. Ihre Arbeit in diesem Bereich führte zu wichtigen neuen Entwicklungen im Entwurf zukünftiger Raumfahrzeuge.
Später in ihrer Karriere studierte Feynman die Wissenschaft hinter dem Klimawandel. Sie interessierte sich besonders für vorübergehende Sonnenereignisse und Variationen des Sonnenzyklus. Unter anderem untersuchte sie den Einfluss der Sonne auf Muster von Klimaanomalien im Winter, die als Arktische Oszillation oder „North Annular Mode“ (NAM) bekannt sind. Zusammen mit ihrem Kollegen (und Ehemann) Alexander Ruzmaikin stellte sie fest, dass der NAM-Index für Perioden mit geringerer Sonnenaktivität systematisch niedriger ist. Solche Perioden mit geringer Sonnenaktivität fallen für bestimmte Teile der Welt mit Abkühlungsperioden zusammen; dies wurde beispielsweise in Europa während einer Zeit beobachtet, die als kleine Eiszeit bekannt ist. Feynman und ihre Kollegen entdeckten auch einen Zusammenhang zwischen Sonnenvariabilität und Klimawandel im alten Wasserstand des Nils. In Zeiten hoher Sonnenaktivität waren die Bedingungen rund um den Nil trockener, und wenn die Sonnenaktivität gering war, waren die Bedingungen feuchter.
1974 wurde Feynman als erste Frau zur Offizierin der American Geophysical Union gewählt. Sie organisierte auch ein AGU-Komitee, das die faire Behandlung von Frauen in der Geophysik-Gemeinschaft vorantreiben soll. Feynman ist ein langjähriges Mitglied der Internationalen Astronomischen Union. Sie war Mitglied einer Reihe von Unterabteilungen der IAU, darunter: Abteilung E Sonne und Heliosphäre; Abteilung G Sterne und Sternphysik; und Abteilung E Kommission 49 Interplanetares Plasma & Heliosphäre.
Feynman zog sich 2003 als leitende Wissenschaftlerin aus dem Jet Propulsion Laboratory zurück. Sie arbeitete jedoch weiter und veröffentlichte 2009 über den Einfluss der Sonnenaktivität auf das Klima des ersten Jahrtausends.
Während ihrer Karriere war Feynman Autorin oder Co-Autorin von mehr als 100 wissenschaftlichen Publikationen. Sie hat außerdem drei wissenschaftliche Bücher herausgegeben.

## Ehrungen
Feynman wurde zweimal zur Sekretärin der Abteilung für Sonnen- und interplanetare Physik der American Geophysical Union gewählt.
Im Jahr 2002 wurde Feynman zur Senior Research Scientist des Jet Propulsion Laboratory ernannt.
Zwei Jahre zuvor, 2000, wurde sie bereits mit der NASA-Medaille für außergewöhnliche Leistungen ausgezeichnet.

## Persönliches
Feynman war seit 1987 mit dem Astrophysiker Alexander Ruzmaikin verheiratet. Sie hatte eine Tochter, Susan Hirshberg, und zwei Söhne, Charles Hirshberg und Matt Hirshberg, aus ihrer ersten Ehe mit Richard Hirshberg.
Feynman starb am 22. Juli 2020 im Alter von 93 Jahren.